# Koninkrijk Italië (1861-1946)
Het koninkrijk Italië (Italiaans: Regno d'Italia) was een staat die in 1861 ontstond tijdens de Italiaanse eenwording en weer ophield te bestaan in 1946, toen Italië een republiek werd.

## Geschiedenis

### Italiaanse eenwording
Vanaf het Congres van Wenen in 1815 streefden de Italiaanse staten naar een nationale eenwording. Dit was de tijd van de Risorgimento. Een belangrijke rol speelde hierbij het koninkrijk Sardinië (Piëmont-Sardinië), dat later de basis vormde voor het koninkrijk Italië.
Op 17 maart 1861 werd het koninkrijk Italië uitgeroepen, met Victor Emanuel II als koning.

#### Oorlog tegen Oostenrijk
Om Venetië van het keizerrijk Oostenrijk te ontnemen, sloot Italië in 1866 een overeenkomst met Pruisen en nam deel aan de Pruisisch-Oostenrijkse Oorlog. Italië leed nederlagen in de Slag bij Custoza en de zeeslag bij Lissa, maar Pruisen versloeg Oostenrijk in Bohemen.
In oktober 1866 werd het Verdrag van Wenen getekend. Als gevolg van dit verdrag stond Oostenrijk het gebied van Venetië (Veneto) af aan Italië. Zuid-Tirol en Istrië bleven Oostenrijks. Italiaanse irredentistische kringen bleven echter die twee gebieden opeisen. Na de verovering van Venetië richtten de Italianen hun ogen echter eerst op de Kerkelijke Staat.

#### Romeinse kwestie
In de Romeinse kwestie ging het om de vraag of de Kerkelijke Staat, die vanuit Rome werd bestuurd door paus Pius IX, de leider van de Rooms-Katholieke Kerk, deel van Italië moest worden of niet. Het Frankrijk van Napoleon III was voor het behoud van de Kerkelijke Staat, wat tot een politieke verwijdering van het Italiaanse Koninkrijk leidde.
De Italiaanse vrijheidsstrijder Giuseppe Garibaldi viel met een vrijwilligersleger in 1862 de Kerkelijke Staat aan, maar werd bij Aspromonte (bij Reggio Calabria) verslagen. In 1864 bereikten Italië en Frankrijk een overeenkomst: de Franse troepen trokken zich uit de Kerkelijke Staat terug en Italië nam de verdediging van de Kerkelijke Staat over. In 1867 ondernam Garibaldi een nieuwe poging om de Kerkelijke Staat (en Rome) te veroveren. Hij werd bij Mentana door Franse troepen verslagen.
Na de Franse nederlaag bij Sedan in de oorlog tegen Pruisen en zijn Zuid-Duitse bondgenoten volgde op 20 september 1870 de Inname van Rome door de Italianen. Rome werd de hoofdstad van Italië.

### Liberale periode

#### Italië op zoek naar gebied
Ten tijde van het imperialisme, vooral sinds de opening van het Suezkanaal in 1869, liet koning Victor Emanuel II zijn oog vallen op nog onbezet gebied in Nederlands-Indië. Het ging hier om Atjeh en een groot deel van Brunei. Atjeh en Brunei waren wegens hun gunstig ligging een poging waard. Om tot een diplomatieke oplossing te komen stuurde hij zijn agent Racchia, die met het oorlogsschip Principessa Clotilde op Indische wateren voer. Maar al zijn pogingen mislukken. Brunei ging niet door vanwege Britse interventie en Atjeh ging niet door wegens de Atjeh-oorlog in 1873.
Vanwege het feit dat Italië uitgenodigd was op het Congres van Berlijn, dacht het bij de grote mogendheden te horen en hoopte een deel van de koek te verwerven. Italië had economische belangen in het Noord-Afrikaanse Tunesië. Toen het laatstgenoemde land in 1881 echter door Frankrijk bezet werd en een Frans protectoraat werd, sloot Italië zich uit frustratie aan bij de Triple Alliantie. Na de Koloniale Conferentie van Berlijn werden de koloniën Italiaans-Eritrea en Italiaans-Somaliland gesticht. Tijdens de Italiaans-Turkse Oorlog (1911–1912) wist Italië nog Libië en de Dodekanesos op het Ottomaanse Rijk te veroveren. Dit koloniale rijk kon zich echter niet meten met de Britse en Franse rijken.

### Fascistische periode

#### Na de Eerste Wereldoorlog
Na de Eerste Wereldoorlog had Italië volgens het geheime Pact van Londen de volledige controle gekregen over Zuid-Tirol, Triëst, Istrië en een deel van Dalmatië. Deze aanwinst vonden de Italianen echter veel te weinig, en dat was zeker niet wat zij verstonden onder de beloofde 'royale' gebiedsuitbreiding. Onder meer vanwege de onvrede over de resultaten van de Eerste Wereldoorlog konden de fascisten van Benito Mussolini aan de macht komen met de Mars op Rome in 1922. Mussolini verschoof steeds meer macht van het parlement en de koning naar zichzelf tot hij uiteindelijk de ultieme macht had over het leger en de economie, en dus eigenlijk over het gehele land.
Aan zestig jaar liberale democratie in Italië komt een einde als de journalist Benito Mussolini, de voorman van het Italiaanse fascisme, in 1922 de Mars op Rome organiseert. Hij vormt een coalitieregering en schakelt geleidelijk de oppositie en de vrije pers uit. Fascistische knokploegen beheersen het straatbeeld en intimideren elke mogelijke tegenstander van het regime. In 1924 wordt de socialist Giacomo Matteotti doodgeslagen.
Het "fascismo di frontiera" (grensfascisme) is een op rassentheorie gebaseerde vernietiging van niet-Italiaanse kenmerken in de nieuw verworven gebiedsdelen. De inwoners van Primorska, Istrië, Dalmatië, Triëst en Zuid-Tirol zijn allen slachtoffer van het italianiseren. Al deze volkeren worden gedwongen Italiaanse namen aan te nemen en Italiaans te spreken in de kerken en in het openbaar. Italianen worden aangemoedigd zich te vestigen in gebieden waar de Italiaanse cultuur niet dominant is, om zo de Italiaanse cultuur verder op te dringen. In West-Slovenië worden intellectuelen, zoals priesters en onderwijzers, gedeporteerd naar het binnenland van Italië of op Sardinië, Ventotene, Medea en andere strafkampen gevangengezet. De niet-Italiaanse media, politieke en culturele organisaties worden verboden, het niet-Italiaanse bankwezen en bedrijfsleven wordt systematisch onteigend. De in de jaren 20 nog redelijk onbekende Adolf Hitler is een groot bewonderaar van Mussolini en neemt veel fascistisch gedachtegoed op in zijn nationaalsocialistische ideologie.
Het fascistische bewind in Italië stuurt in 1924 Cesare Mori naar Sicilië om de Cosa Nostra te bestrijden. In de volgende jaren schuwt de "ijzeren rechter" geen enkel middel in zijn campagne. Familieleden van verdachten worden gegijzeld, hun bezittingen geconfisqueerd en met martelingen worden bekentenissen afgedwongen. Zo slaagt Mori erin om de Maffia er onder te krijgen, maar als hij in 1929 relaties blootlegt tussen deze bendes en de plaatselijke leiding van de fascistische partij wordt hij direct teruggeroepen naar Rome.
Na de beurskrach van 1929 had het land ook nog met grote werkloosheid te kampen. Met een andere tegenstander van de voormalige liberale staat, paus Pius XI, sluit Mussolini in 1929 het Verdrag van Lateranen. Hiermee beslechtte Mussolini uiteindelijk de Romeinse kwestie door van Vaticaanstad een onafhankelijk staatje voor de paus te maken in ruil voor steun van de Rooms-Katholieke Kerk voor zijn regime.
Italië veroverde in het westen kleine steden, aangezien Duitsland al Frankrijk veroverd had. In het oosten wilde Italië grote gebieden op de Balkan winnen met als slot Griekenland. Echter bleek Griekenland te sterk voor Italië te zijn, tot dat Italië steun kreeg van Duitsland. Italië won onder meer Montenegro, Kosovo, Dalmatië en een deel van Griekenland. Ook in Afrika won Italië Ethiopië en delen van Noord-Afrika. Hiermee bereikte Italië zijn hoogtepunt.

#### Uitbreiding van het rijk in Afrika
Italië had al langer twee koloniën in Oost-Afrika: Italiaans-Eritrea en Italiaans-Somaliland. Mussolini wilde een schande van het rijk rechtzetten: Abessinië had het Italiaanse leger al eens verslagen toen het Abessinië probeerde te veroveren, en volgens Mussolini moest dat worden gewroken. Daarom viel hij in 1935 Ethiopië binnen. Hij versloeg met gemak het Ethiopische leger, doordat de Ethiopiërs met verouderde wapens, deels uit de Eerste Wereldoorlog, vochten en de Italianen op grote schaal gifgas gebruikten, verboden door de Volkenbond. Nu werden Ethiopië, Italiaans-Somalië en Eritrea samengevoegd tot Italiaans-Oost-Afrika (waar ook Brits-Somalië toe zou gaan behoren tijdens de Tweede Wereldoorlog). Italiaans-Libië werd een kolonie, en 100.000 Italianen gingen er wonen, als voorhoede van wat in 1950 moest zijn uitgegroeid tot een kernbevolking van 500.000 bewoners.

#### Uitbreiding van het rijk in Europa

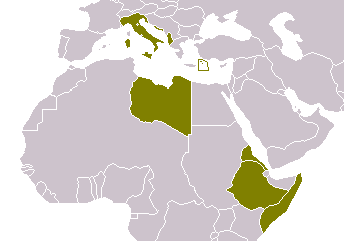
Italiaans gebied in 1940

Italië kreeg meer en meer macht over Albanië, een zwakke staat die het veel sterkere Italië om militaire steun vroeg tegen omliggende landen als Servië en Griekenland die aanspraak maakten op grote delen van het land.
De Italianen verkregen zo een marinebasis en luchthaven in Albanië, waardoor ze veel meer druk konden uitoefenen op Albanië. Uiteindelijk vielen ze het land binnen onder de orders van de Italiaanse dictator Benito Mussolini, die een nieuw Romeins rijk wilde stichten waarin het veroveren van Albanië de eerste logische stap vormde in de onderwerping van de Balkan, dat daarna veranderde in het Italiaans protectoraat Albanië.

#### Wereldoorlog II
Italië deed op kleine schaal mee aan de invasie van Frankrijk in 1940, waardoor het na de Franse capitulatie enkele kleine grenssteden kon annexeren. Daar bleef het echter bij, en zo verwierf Italië al met al niet veel invloed in Frankrijk. De intentie van Italië verplaatste zich echter naar de Balkan, omdat er in het westen niets meer viel te halen. Griekenland kreeg een ultimatum toegestuurd waarin het land grote gebieden moest afstaan aan Italië. Griekenland antwoordde met een duidelijk "nee", waarop Italianen en Albanezen het land vanuit Albanië binnenvielen. De Italianen werden echter teruggedreven door de Grieken, waarna de hulp van nazi-Duitsland ingeroepen moest worden. De Duitsers vielen Joegoslavië en Griekenland binnen, waarna beide landen werden bezet door Duitse en Italiaanse troepen. Albanië kreeg kleine stukjes van Macedonië en Montenegro en geheel Kosovo toegewezen. Zo leefden bijna alle Albanezen in een staat bijeen. Het is niet bekend waarom de Albanezen in Noord-Griekenland niet bij het moederland werden gevoegd, aangezien het toch allemaal Italiaans gebied was. Iedere vergroting van Albanië betekende een vergroting van Italië waardoor het de annexaties tevreden aankeek.
Zelf kregen ze het zuidwestelijke deel van Griekenland en de controle over geheel Dalmatië. Ook de Ionische Eilanden werden deel van Italië. Zo kregen zij, op enkele stukken kust na, de controle over de Adriatische Zee.
Eind 1941 bereikten Italië en nazi-Duitsland een akkoord om Zwitserland militair te bezetten en te verdelen. Dit plan werd nooit uitgevoerd. Het voorzag in de annexatie van het Duitstalig en Franstalig deel door nazi-Duitsland en de rest, met o.a. het kanton Ticino door fascistisch Italië.

#### Het rijk begint te vervallen
In 1941 vielen de geallieerden aan in Italiaans-Oost-Afrika, en zij versloegen de Italianen met gemak. Het Duits-Italiaanse Afrikakorps werd in 1942 in Egypte verslagen, en moest zich stap voor stap vechtend uit Libië terugtrekken, waardoor Italië al zijn bezittingen in Afrika kwijt was. Nu lag de weg open voor een geallieerde landing op Sicilië, die inderdaad snel volgde door een Brits en een Amerikaans leger.
Benito Mussolini verloor veel steun door het verlies van de koloniën en Sicilië, omdat het volk was wijsgemaakt dat de oorlog goed ging en de geallieerden het schenen te begeven door de moedige Italiaanse soldaten. Koning Victor Emanuel III gooide het roer drastisch om toen de geallieerden via de Straat van Messina op de laars van Italië landden en een opmars naar het noorden begonnen.
Mussolini werd afgezet en gevangengenomen, en op 3 september 1943 sloot het koninkrijk met de geallieerden de wapenstilstand van Cassibile. Duitsland bezette hierop een groot deel van Italië en bevrijdde Mussolini uit de gevangenis. De koning was ondertussen naar het bevrijde Sicilië gevlucht.

#### Periode van de Italiaanse Sociale Republiek
Op 23 september 1943 werd de Italiaanse Sociale Republiek, ook bekend als de "Republiek van Salò", met Mussolini aan het hoofd, door Mussolini gesticht in Salò aan het Gardameer in Noord-Italië. Mussolini had echter weinig macht, de werkelijke machthebbers waren de Duitsers. De Republiek verklaarde de oorlog aan het koninkrijk Italië, dat inmiddels de kant van de geallieerden had gekozen. De legereenheden van het koninkrijk vochten mee met de geallieerden. Premiers van het koninkrijk in deze periode waren achtereenvolgens Pietro Badoglio en Ivanoe Bonomi.
De republiek omvatte heel het tegenwoordige Italië, behalve een deel in het zuiden dat door de geallieerden was bezet, en Zuid-Tirol in het noorden dat door Duitsland was geannexeerd. De republiek verloor ten opzichte van het grondgebied dat het koninkrijk Italië had, de controle over Albanië en Griekenland aan Duitsland, en verloor continu eigen grondgebied in het zuiden door de aanvallen van de geallieerden, die langzaam naar het noorden trokken.
Toen de Duitsers in 1945 vredesgesprekken met de geallieerden in Italië voerden, nadat de geallieerden door de Gustav-linie waren gebroken, werd de Republiek van Salò omvergeworpen, en kwam dat grondgebied weer onder controle van het koninkrijk.

### Val van het koninkrijk
De Italiaanse nederlaag in de Tweede Wereldoorlog betekende het einde van het koloniale rijk en het fascistische regime. Italië verloor al zijn Europese en Afrikaanse bezittingen, en moest tevens Istrië en een deel van Triëst afstaan aan Joegoslavië. Bovendien sprak in 1946 de Italiaanse bevolking zich in een referendum uit voor de invoering van een republiek (54,3%). Vanwege zijn collaboratie met de fascisten werd koning Victor Emanuel III verbannen. Hij en zijn mannelijke familieleden mochten nooit meer een voet op Italiaans grondgebied zetten. Vrouwelijke familieleden mochten wel het land in, maar deden dit niet. In 2002 werd deze ban opgeheven en sindsdien zijn de nazaten van de laatste koning weer welkom in hun vaderland.

## Koningen van Italië
|  | Naam               | Periode                        | Getrouwd met                                                                                   |
|  | ------------------ | ------------------------------ | ---------------------------------------------------------------------------------------------- |
|  | Victor Emanuel II  | 17 maart 1861 – 9 januari 1878 | Hij huwde aartshertogin Adelheid van Oostenrijk, na haar dood trouwde hij met Rosa Vercellana. |
|  | Umberto I          | 9 januari 1878 – 29 juli 1900  | Hij trouwde met Margaretha van Savoye.                                                         |
|  | Victor Emanuel III | 29 juli 1900 – 9 mei 1946      | Hij trouwde met Helena van Montenegro.                                                         |
|  | Umberto II         | 9 mei 1946 – 12 juni 1946      | Hij trouwde met Marie José van België.                                                         |